# Krieg und Frieden (Album)
Krieg und Frieden ist das vierte Studioalbum der Hip-Hop-Gruppe Die Firma. Dieses wurde am 4. April 2005 über das Label Seven Days Music veröffentlicht. Es gab zwei Singleauskoppelungen, einmal Die Eine 2005 und Spiel des Lebens.

## Titelliste
1. Krieg und Frieden – 3:45
2. Rollt mit uns – 4:04
3. Ehrlich – 3:32
4. Die Firma II (feat. G-Style) – 3:48
5. Tränen – 4:35
6. Spiel des Lebens – 3:53
7. Geliebter Feind (feat. Moses Pelham) – 4:33
8. So läuft das (feat. Bruce Barron) – 3:35
9. Kalt – 3:47
10. Urlaub von mir selbst – 4:22
11. Die durch die Hölle gehen – 3:40
12. Zeitgeist – 4:14
13. Die Eine 2005 – 3:26
14. Comprende (feat. Olli Banjo) – 3:36
15. Jetzt oder nie – 3:17
16. Der Plan (Teil 1) – 2:46
17. Das macht uns krank (feat. Nesti) – 4:41
18. Kobra Kommando – 2:26
19. Endzeit – 4:37
20. Punch – 3:30
21. 1001 Nacht – 3:40
22. Wir regeln das! (feat. Gianni & Ventura Bros.) – 1:23

## Gastbeiträge

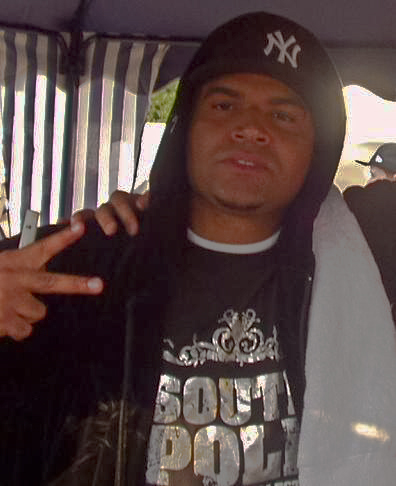
Rapper Olli Banjo

Das Album beinhaltet Gastbeiträge, sogenannte Features, von insgesamt sieben Leuten. Auf dem Track Die Firma II ist der Rapper G-Style vertreten. Labelchef Moses Pelham ist auf dem Track Geliebter Feind vertreten. Die Zusammenarbeit kam dadurch zustande, da Fader Gladiator früher schon Remixe für Moses machte und sich die Jungs gut verstehen. Bruce Barron unterstützt Die Firma erstmals in dem Lied So läuft das. Olli Banjo, auf dem Track Comprende, ist das wohl überraschendste Feature, da sich sein Stil sehr stark von dem der Firma unterscheidet. Nesti, welcher beim Label La CosaMia unter Vertrag steht, ist in dem Lied Das macht uns krank vertreten. Auch die Labelkollegen Venture Bros. rappen zusammen mit Gianni, welcher schon lange mit Die Firma zusammenarbeitet, auf dem Track Wir regeln das!.

## Illustration
Das Cover zeigt die drei Künstler von Kopf bis Hüfte mit schwarzen Anzügen leicht über der Mitte. Def Benski links hat, wie auch schon auf früheren Covern, eine Zigarre im Mund. Fader Gladiator ist in der Mitte und hat die Arme verschränkt. Rechts daneben ist Tatwaffe abgebildet. Unter den dreien befindet sich der Gruppenname sowie der Albumtitel. Ganz unten ist eine Landschaft zu sehen, mit aufsteigendem Rauch im Hintergrund. Insgesamt ist das Cover recht dunkel und hat durch den gelblichen Himmel einen großen Kontrast.

## Videos
Zu der zweiten Singleauskopplung Spiel des Lebens wurde ein Musikvideo in Las Vegas gedreht. Das Video zeigt auf der einen Seite wie sich die Jungs vergnügen, auf der anderen Seite aber auch die Armut der Unterschicht. Das Bild ist oft in mehrere Teile unterteilt und die Farben sind durchgehend Bunt. Die Idee stammt von Fader Gladiator, produziert hat das ganze AVA und die Regie hat Oliver Sommer geführt. Vorort heiratete Tatwaffe seine Freundin und ging nach dem Dreh mit ihr auf Hochzeitsreise in den Vereinigten Staaten.

## Rezeption

### Erfolg
Das Album schaffte es in den deutschen Album-Charts auf Platz 37 und ist somit weniger erfolgreich als die zwei vorausgehenden Alben. Die Single Die Eine 2005 schaffte es in Deutschland auf Platz 2, in der Schweiz auf 32 und in Österreich auf 2. Damit ist sie die erfolgreichste Tonträgerveröffentlichung der Band. Die Spiel des Lebens Singleauskopplung kam in Deutschland auf Platz 44.

### Kritiken
Die Internetseite Hiphop.de gab dem Album eine Wertung mit fünf von sechs möglichen Punkten. Außerdem schrieben die Autoren:

„Die Firma liefert kein Handbuch für eine bessere Welt - aber zumindest genügend Material, über das man nachdenken kann. Wem das zu viel wird, der feiert zu den Partytunes ab, die, wie natürlich auch die nachdenklichen Tracks, von Fader Gladiator enorm abwechslungsreich produziert wurden.“

Auf der Internetseite laut.de wurde das Album mit vier von fünf möglichen Punkten bewertet. Des Weiteren schrieb der Autor Philipp Gässlein:

„Es wäre müßig, zu diskutieren, ob „Krieg und Frieden“ nun als das gelungenste Firma-Album bezeichnet werden kann. Fest steht aber, dass es sich hervorragend in den musikalischen Plan der drei Verschwörungstheoretiker einfügt. Wo der letztendlich hinführen wird, weiß wohl niemand, am wenigsten die Firma selbst. So lange sich die Einzelschritte aber so gelungen präsentieren, ist das auch gar nicht so wichtig.“

In der vom Hip-Hop-Magazin Juice herausgegebenen Bewertung zu Krieg und Frieden, erhielt das Album dreieinhalb von möglichen sechs Kronen. Der zuständige Autor bezeichnet die Mitglieder der Gruppe als „eingespieltes Team“, das seinen Job beherrscht.

„Ob Battle- oder Partytrack, wahrhaft episches Storytelling oder persönliche Seelenschau, Verschwörungstheorie oder Consciousness-Oratio - alles findet sich auf Krieg und Frieden. So war es immer bei der Firma, in diesem zunehmend schnelllebigen, ja beliebigen Spiel sind sie eine verlässliche und souveräne Konstante, erwachsen und dabei unbedingt ernst zu nehmen.“